# Sagiada
Sagiada (in greco Σαγιάδα?) è un ex comune della Grecia nella periferia dell'Epiro (unità periferica della Tesprozia) con 2 160 abitanti secondo i dati del censimento 2001.
È stato soppresso a seguito della riforma amministrativa, detta Programma Callicrate, in vigore dal gennaio 2011 ed è ora compreso nel comune di Filiates.

## Località
Il comune è suddiviso nelle seguenti comunità:
- Sagiada
- Asprokklisi
- Kestrini
- Ragi
- Smertos